# Hujr ibn Adí al-Kindí
Hujr ibn Adí al-Kindí (àrab: حجر بن عدي الكندي, Ḥujr b. ʿAdī al-Kindī), també conegut senzillament com a Hujr, fou un revolucionari alida.
La llegenda diu que fou company del Profeta i que va conquerir Marj Adhrà, a Síria, però sembla no ser cert. Va combatre per Alí ibn Abi-Tàlib a la batalla del Camell (656) i després a la batalla de Siffín (657). Després fou auxiliar de Muhàmmad ibn Abi-Bakr as-Siddiq, governador d'Egipte nomenat per Alí (vers 658).
Després de la renúncia d'al-Hàssan ibn Alí (661), va viure a Kufa on va participar en diversos complots alides sense que el governador Al-Mughira ibn Xuba (661-670) volgués prendre represàlies i el mateix va fer el nou governador Ziyad ibn Abi-Sufyan (670-673). Poc després Hujr va convidar a Kufa l'alida Al-Hussayn ibn Alí aprofitant que Ziyad era absent a Bàssora. En saber l'aixecament de Hujr, Ziyad va retornar i va negociar sense resultat, i llavors el va fer detenir amb els principals caps de la revolta. Jutjats, foren enviats a Síria on Muàwiya I va dictar pena de mort, que fou executada a Marj Adhrà, al costat de Damasc, en una data desconeguda a l'entorn del 672.